# Antimora rostrata
Espèce
Antimora rostrata est une espèce de poissons de la famille des Moridae vivant sur les plateaux continentaux de tous les océans à l'exception du Pacifique nord, à des profondeurs allant de 350 à 3 000 mètres. Sa longueur varie de 40 à 75 cm.

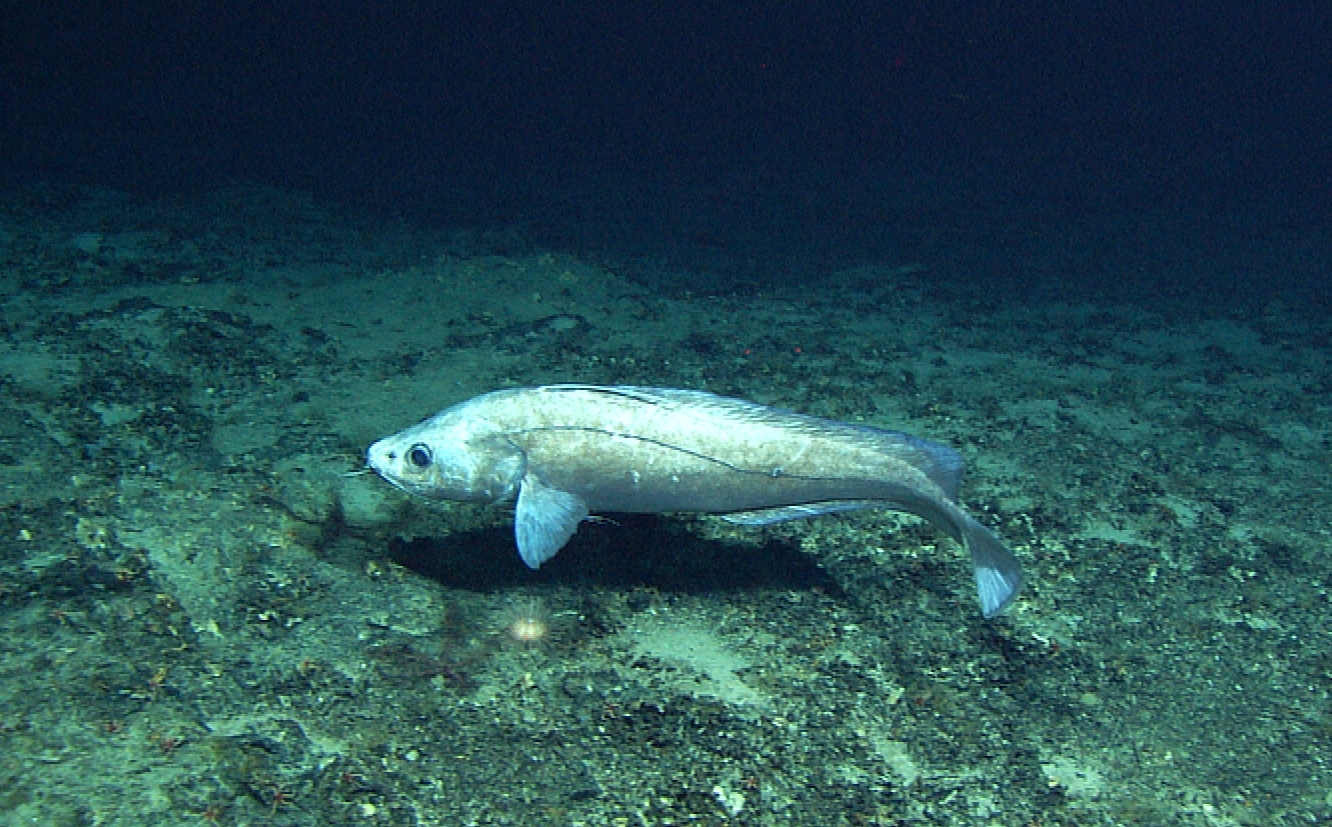
Filmé dans son milieu, en 2005 par l'exploration "North Atlantic Stepping Stones Expedition 2005."

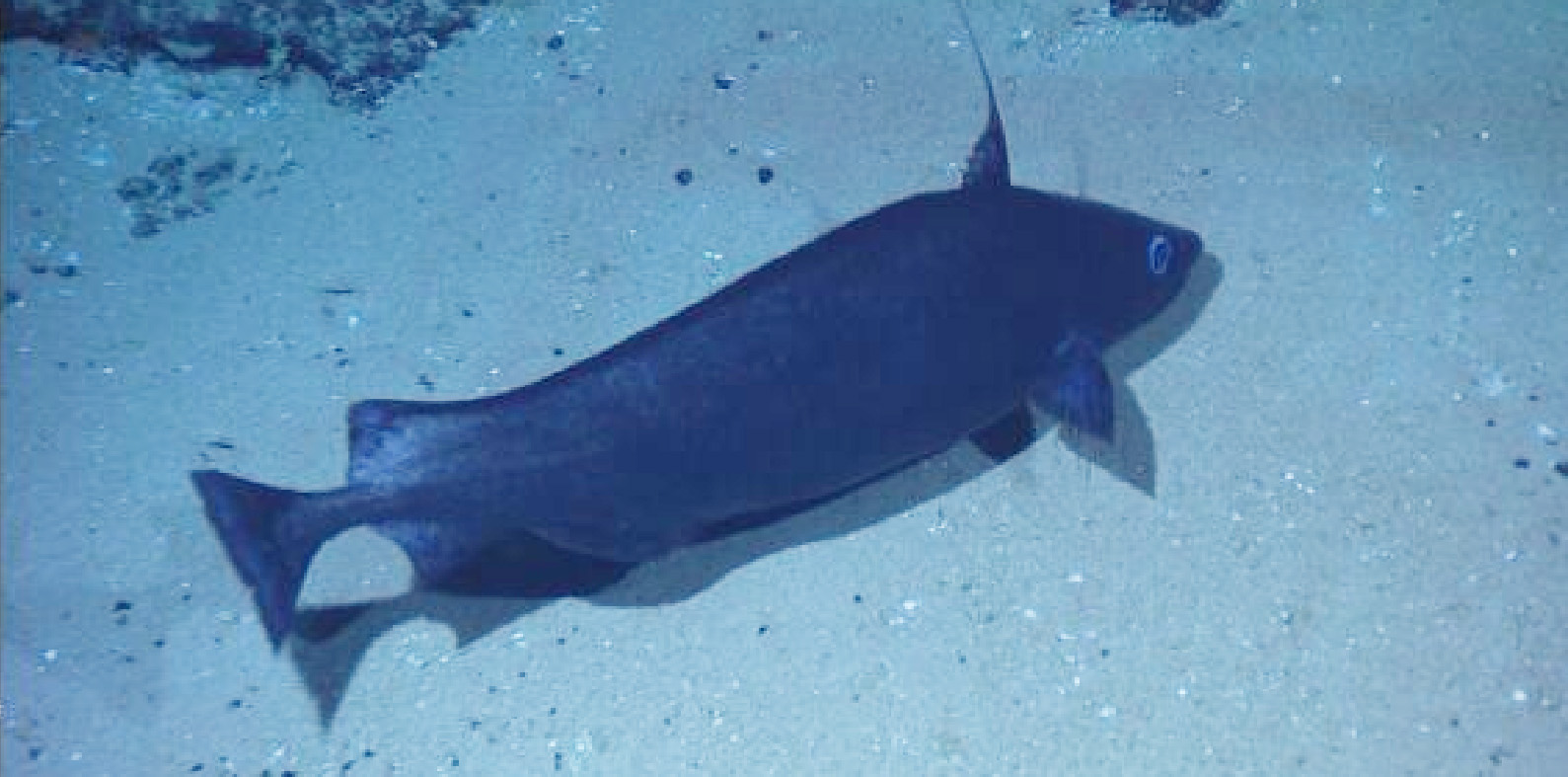
Autre vue, avec nageoire dorsale mieux visible